# گنبد پنج‌ضلعی

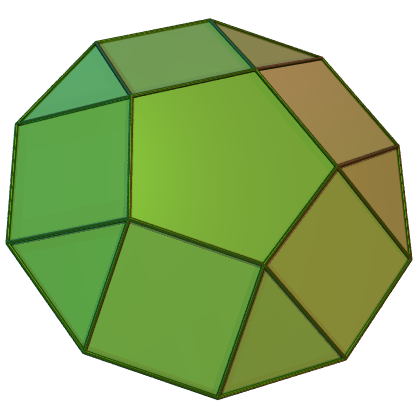

در هندسه ، گنبد پنج‌ضلعی پنجمین جسم از اجسام جانسون،(J5) است. می توان آن را به عنوان برشی از لوزبیست‌دوازده‌وجهی مشاهده کرد.مثل همه گنبدها، چند ضلعی پایینی (بزرگ‌ترین وجه) دو برابر بیشتر از چندوجهی بالایی (که مقابل آن است) ضلع و رأس دارد. در این چندوجهی، وجه پایینی یک ده ضلعی است و چندوجهی بالایی یک پنج ضلعی. گنبد پنج ضلعی دارای ٥ وجه مثلث متساوی الاضلاع ، ٥ وجه مربع ، ١ وجه پنج‌ضلعی و ١ وجه ده ضلعی است.

## روابط
در یک گنبد پنج ضلعی با شعاع کره محیطی R و ارتفاع h و طول ضلع a و حجم V و مساحت کل A همواره روابط زیر برقرارند: 
{\displaystyle V=\left({\frac {1}{6}}\left(5+4{\sqrt {5}}\right)\right)a^{3}\approx 2.32405a^{3},}
{\displaystyle A=\left({\frac {1}{4}}\left(20+5{\sqrt {3}}+{\sqrt {5(145+62{\sqrt {5}})}}\right)\right)a^{2}\approx 16.57975a^{2},}
{\displaystyle R=\left({\frac {1}{2}}{\sqrt {11+4{\sqrt {5}}}}\right)a\approx 2.23295a.}
{\displaystyle h={\sqrt {\frac {5-{\sqrt {5}}}{10}}}a\approx 0.52573a}.

## چندوجهی مزدوج
چندوجهی مزدوج گنبد پنج ضلعی دارای ١٠ وجه مثلثی و ٥ وجه بادبادک است:
| مزدوج گنبد پنج ضلعی | گسترده مزدوج گنبد پنج ضلعی | شکل سه بعدی مزدوج گنبد پنج ضلعی |
| ------------------- | -------------------------- | ------------------------------- |
|                     |                            |                                 |